# رونالد أردوين
رونالد أردوين (بالإنجليزية: Ronald Ardoin)‏ هو فارس أمريكي، ولد في 13 يونيو 1957 في كاربنكرو في الولايات المتحدة.